# بخش مرکزی شهرستان اسکو
بخش مرکزی شهرستان اسکو یکی از بخش‌های تابعه شهرستان اسکو در استان آذربایجان شرقی در شمال غربی ایران است.

## تقسیمات کشوری
- بخش مرکزی شهرستان اسکو
  - دهستان باویل
  - دهستان سهند
  - دهستان گنبر

شهرها: اسکو ، شهر نو سهند

## جمعیت
بنابر سرشماری مرکز آمار ایران، جمعیت بخش مرکزی شهرستان اسکو در سال ۱۳۸۵ برابر با ۵۷۰۲۳ نفر بوده‌است.